# Solsona (Ilocos Norte)
Solsona é um município de  terceira classe de renda municipal (d) na província Ilocos Norte, nas Filipinas. De acordo com o censo de 1 de maio  de  2020 possui uma população de 24 851 pessoas e 5 953 domicílios.